# 100,000
100,000(십만)은 99,999보다 크고 100,001보다 작은 자연수다.

## 수학
- 합성수로, 그 약수는 총 36개다. (1, 2, 4, 5, 8, 10, 16, 20, 25, 32, 40, 50, 80, 100, 125, 160, 200, 250, 400, 500, 625, 800, 1000, 1250, 2000, 2500, 3125, 4000, 5000, 6250, 10000, 12500, 20000, 25000, 50000, 100000)
  - 10만의 진약수의 합은 146078(14만 6078)이므로, 10만은 과잉수다.

## 과학
- 천문학에서 10만 미터(= 100 km)는 국제 항공 연맹에서 우주 비행을 시작하는 고도로 정의한다.

## 105이상 106미만의 주요 자연수

### 100,001~199,999
- 100,003: 가장 작은 6자리 소수.
- 100,035: 가장 작은 6자리 홀수 과잉수.
- 100,043: 가장 작은 6자리 소피 제르맹 소수, 가장 작은 6자리 안전 소수.
- 100,352: 가장 작은 6자리 아킬레스 수.
- 100,489 = 3172, 가장 작은 6자리 제곱수.
- 101,101: 17번째 카마이클 수, 가장 작은 6자리 카마이클 수.
- 101,270: 38번째 오포체수.
- 102,426: 가장 작은 6자리 케이크 수.
- 103,682: 24번째 뤼카 수, 가장 작은 6자리 뤼카 수.
- 103,683: 베르나르 베르베르의 소설에서 개미 103683호는 중요한 등장인물.
- 103,823 = 473
- 104,160: 35번째 이십면체수.
- 104,976 = 184 = 3242
- 110,592 = 483
- 110,880: 30번째 고도 합성수.
- 111,111 = 3×7×11×13×37, 6번째 레퓨닛 수.
- 111,930: 39번째 오포체수.
- 113,436: 36번째 이십면체수.
- 114,243/80,782 {\displaystyle \approx } √2
- 115,921: 18번째 카마이클 수.
- 115,975: 10번째 벨 수.
- 117,649 = 76 = 493 = 3432
- 121,393: 26번째 피보나치 수.
- 121,415: 22번째 트리보나치 수.
- 123,247: 37번째 이십면체수.
- 123,410: 40번째 오포체수.
- 125,000 = 503
- 126,217: 19번째 카마이클 수.
- 130,321 = 194 = 3612
- 131,071: 6번째 메르센 소수.
- 131,072 = 217
- 132,651: 513
- 133,608: 38번째 이십면체수.
- 134,340: 명왕성이 행성에서 왜행성으로 재분류되면서 부여된 소행성 번호.
- 135,135: 13 이하의 모든 홀수 자연수의 곱.
- 135,751: 41번째 오포체수.
- 140,608 = 523
- 142,857: 순환수, 25번째 카프리카 수.
  - {\displaystyle 142857\approx {\frac {1}{7}}\times 10^{6}}
  - {\displaystyle 142857^{2}=20408122449}이며, {\displaystyle 20408+122449=142857}이므로 142857은 카프리카 수다.
- 144,000: 종교에서 중요하게 다뤄지는 수.
- 144,534: 39번째 이십면체수.
- 147,312: 22번째 테트라나치 수.
- 148,149: 26번째 카프리카 수.
  - {\displaystyle 148149^{2}=21948126201}이며, {\displaystyle 21948+126201=148149}이므로 148149는 카프리카 수다.
- 148,349: 자릿수의 준계승들의 합인 유일한 자연수 (148,349 = !1 + !4 + !8 + !3 + !4 + !9).
- 148,877: 533
- 148,995: 42번째 오포체수.
- 153,153: 10과 서로소인 가장 작은 6자리 과잉수.
- 156,040: 40번째 이십면체수.
- 157,464: 543
- 160,000 = 204 = 4002
- 162,401: 20번째 카마이클 수.
- 163,185: 43번째 오포체수.
- 166,320: 31번째 고도 합성수.
- 166,375 = 553
- 167,761: 25번째 뤼카 수.
- 168,141: 41번째 이십면체수.
- 172,081: 21번째 카마이클 수.
- 175,616 = 563
- 177,147 = 311
- 178,365: 44번째 오포체수.
- 180,852: 42번째 이십면체수.
- 181,819: 27번째 카프리카 수.
  - {\displaystyle 181819^{2}=33058148761}이며, {\displaystyle 33058+148761=181819}이므로 181819는 카프리카 수다.
- 185,193 = 573
- 187,110: 28번째 카프리카 수.
  - {\displaystyle 187110^{2}=35010152100}이며, {\displaystyle 35010+152100=187110}이므로 187110은 카프리카 수다.
- 188,461: 22번째 카마이클 수.
- 194,188: 43번째 이십면체수.
- 194,481 = 214 = 4412
- 194,580: 45번째 오포체수.
- 194,979: 각 자릿수의 5제곱의 합.
- 195,112 = 583
- 196,418: 27번째 피보나치 수.

### 200,000~299,999
- 205,379 = 593
- 208,012: 12번째 카탈랑 수.
- 208,164: 44번째 이십면체수.
- 208,495: 29번째 카프리카 수.
  - {\displaystyle 208495^{2}=43470165025}이며, {\displaystyle 43470+165025=208495}이므로 208495는 카프리카 수다.
- 211,876: 46번째 오포체수.
- 216,000 = 603
- 221,760: 32번째 고도 합성수.
- 222,795 45번째 이십면체수.
- 223,317: 23번째 트리보나치 수.
- 226,981 = 613
- 230,300: 47번째 오포체수.
- 234,256 = 224 = 4842
- 238,096: 46번째 이십면체수.
- 238,328 = 623
- 249,900: 48번째 오포체수.
- 250,047 = 633
- 252,601: 23번째 카마이클 수.
- 254,082: 47번째 이십면체수.
- 262,144 = 218 = 49 = 86 = 643 = 5122
- 270,725: 49번째 오포체수.
- 270,768: 48번째 이십면체수.
- 271,443: 26번째 뤼카 수.
- 274,625 = 653
- 277,200: 33번째 고도 합성수.
- 278,545: 24번째 카마이클 수.
- 279,841 = 234 = 5292
- 279,936 = 67
- 283,953: 23번째 테트라나치 수.
- 287,496 = 663
- 288,169: 49번째 이십면체수.
- 292,825: 50번째 오포체수.
- 294,409: 25번째 카마이클 수.

### 300,000~399,999
- 300,763 = 673
- 306,300: 50번째 이십면체수.
- 314,159 {\displaystyle \approx 10^{5}\pi } ({\displaystyle 10^{5}\pi }를 반올림한 값)
- 314,432 = 683
- 314,821: 26번째 카마이클 수.
- 316,251: 51번째 오포체수.
- 317,811: 28번째 피보나치 수.
- 318,682: 30번째 카프리카 수.
  - {\displaystyle 318682^{2}=101558217124}이며, {\displaystyle 101558+217124=318682}이므로 318682는 카프리카 수다.
- 325,176: 51번째 이십면체수.
- 328,509 = 693
- 329,967: 31번째 카프리카 수.
  - {\displaystyle 329967^{2}=108878221089}이며, {\displaystyle 108878+221089=329967}이므로 329967은 카프리카 수다.
- 331,776 = 244
- 332,640: 34번째 고도 합성수.
- 334,153: 27번째 카마이클 수.
- 340,561: 28번째 카마이클 수.
- 341,055: 52번째 오포체수.
- 343,000 = 703
- 344,812: 52번째 이십면체수.
- 357,911 = 713
- 360,000 = 6002
- 360,360: 15 이하의 모든 자연수의 최소공배수.
- 362,880: 9!
- 365,223: 53번째 이십면체수.
- 367,290: 53번째 오포체수.
- 373,248 = 723
- 386,424: 54번째 이십면체수.
- 389,017 = 733
- 390,625 = 58 = 254 = 6252
- 395,010: 54번째 오포체수.
- 399,901: 29번째 카마이클 수.

### 400,000~499,999
- 405,224 = 743
- 408,430: 55번째 이십면체수.
- 410,041: 30번째 카마이클 수.
- 410,744: 24번째 트리보나치 수.
- 421,875 = 753
- 422,481: 4224814 = 958004 + 2175194 + 4145604. 지수 4에 대한 오일러 거듭제곱 합 추측의 가장 작은 반례.
- 423,311 {\displaystyle \approx 10^{6}(\pi -e)} (OEIS의 수열 A073244)
- 424,270: 55번째 오포체수.
- 431,256: 56번째 이십면체수.
- 438,976 = 763
- 439,204: 27번째 뤼카 수.
- 449,065: 31번째 카마이클 수.
- 454,917: 57번째 이십면체수.
- 455,126: 56번째 오포체수.
- 456,533 = 773
- 456,976 = 264 = 6762
- 474,552 = 783
- 479,428: 58번째 이십면체수.
- 487,635: 57번째 오포체수.
- 488,881: 32번째 카마이클 수.
- 493,039 = 793
- 498,960: 35번째 고도 합성수.

### 500,000~599,999
- 504,804: 59번째 이십면체수.
- 510,510: 17 이하의 모든 소수의 곱.
- 512,000 = 803
- 512,461: 33번째 카마이클 수.
- 514,229: 29번째 피보나치 수.
- 521,855: 58번째 오포체수.
- 524,287: 6번째 메르센 소수.
- 524,288 = 219
- 530,881: 34번째 카마이클 수.
- 531,060: 60번째 이십면체수.
- 531,441 = 312 = 96 = 274 = 813 = 7292
- 533,417 = (1!)2 + (2!)2 + (3!)2 + (4!)2 + (5!)2 + (6!)2
- 547,337: 24번째 테트라나치 수.
- 548,834: 각 자릿수의 6제곱의 합.
- 551,368 = 823
- 552,721: 35번째 카마이클 수.
- 554,400: 36번째 고도 합성수.
- 557,845: 59번째 오포체수.
- 558,211: 61번째 이십면체수.
- 571,787 = 833
- 585,987 {\displaystyle \approx 10^{5}(e+\pi )} (OEIS의 수열 A059742)
- 586,272: 62번째 이십면체수.
- 592,704 = 843
- 595,665: 60번째 오포체수.

### 600,000~699,999
- 614,125 = 853
- 614,656 = 284 = 7842
- 615,258: 63번째 이십면체수.
- 635,376: 61번째 오포체수.
- 636,056 = 863
- 645,120: 14 이하의 모든 짝수 자연수의 곱.
- 645,184: 64번째 이십면체수.
- 656,601: 36번째 카마이클 수.
- 658,503 = 873
- 658,801: 37번째 카마이클 수.
- 665,280: 37번째 고도 합성수.
- 670,033: 38번째 카마이클 수.
- 676,065: 65번째 이십면체수.
- 677,040: 62번째 오포체수.
- 678,570: 11번째 벨 수.
- 681,472 = 883

### 700,000~799,999
- 704,969 = 893
- 707,281 = 294 = 8412
- 707,916: 66번째 이십면체수.
- 710,647: 28번째 뤼카 수, 가장 큰 6자리 뤼카 수.
- 720,720: 63번째 오포체수, 38번째 고도 합성수, 16 이하의 모든 자연수의 최소공배수.
- 729,000 = 903
- 740,752: 67번째 이십면체수.
- 742,900: 13번째 카탈랑 수.
- 748,657: 39번째 카마이클 수.
- 753,571 = 913
- 755,476: 25번째 트리보나치 수.
- 766,480: 64번째 오포체수.
- 774,588: 68번째 이십면체수.
- 778,688 = 923

### 800,000~899,999
- 800,000: 일본 정령지정도시 승격기준인구.
- 804,357 = 933
- 809,439: 69번째 이십면체수.
- 810,000 = 304 = 9002
- 810,303: 유진의 정규 음반의 제목.
- 814,385: 65번째 오포체수.
- 825,265: 40번째 카마이클 수.
- 830,584 = 943
- 832,040: 30번째 피보나치 수.
- 838,201: 41번째 카마이클 수.
- 845,320: 70번째 이십면체수.
- 852,841: 42번째 카마이클 수.
- 857,375 = 953
- 864,501: 66번째 오포체수.
- 882,246: 71번째 이십면체수.
- 884,736 = 963

### 900,000~999,999
- 912,673 = 973
- 916,895: 67번째 오포체수.
- 920,232: 72번째 이십면체수.
- 923,521 = 314 = 9612
- 941,192 = 983
- 959,293: 73번째 이십면체수.
- 970,299 = 993
- 971,635: 68번째 오포체수.
- 988,442: 가장 큰 6자리 케이크 수.
- 997,633: 43번째 카마이클 수, 가장 큰 6자리 카마이클 수.
- 998,001 = 9992, 가장 큰 6자리 제곱수.
- 998,784: 가장 큰 6자리 아킬레스 수.
- 999,444: 74번째 이십면체수.
- 999,809: 가장 큰 6자리 소피 제르맹 소수.
- 999,959: 가장 큰 6자리 안전 소수.
- 999,983: 가장 큰 6자리 소수.
- 999,999: 가장 큰 6자리 홀수 과잉수, 10과 서로소인 가장 큰 6자리 과잉수.